# Анри Бергсон
Анри Бергсон (фр. Henri Bergson; Париз, 18. октобар 1859 – Париз, 4. јануар 1941) био је француски филозоф.

## Биографија
Анри Бергсон је француско јеврејски филозоф који је оставио трага у 20. веку. Био је изврстан математичар, а затим прелази на хуманистичке науке. Предао је два доктората: Есеј о непосредним датостима свести, и један на латинском о Аристотеловом схватању места. Предаје на колеџу de France, слуша га Етијен Гилсоне, Т. Е. Елиот, предаје и у Америци, члан је француске академије и то као први Јеврејин који је ушао у њу. Имао је и политичку каријеру, умире у 81. години. Нагињао је римокатоличанству, а да никада није прешао на њега, а 1927. добио је Нобелову награду за књижевност. Читава филозофија му је спиритуалистичка алтернатива позитивизму 20. века.
Дела
- Материја и памћење
- Стваралачка еволуција (ово му је најбитније дело, а због те еволуције римокатоличка црква га није волела)

Темељна Бергсонова интуиција која храни његову филозофску спекулацију скупљена је у исказ да време није атомичко већ оно што траје. Тиме је изједначио време и трајање (DUREÉ). Под утицајем позитивизма и природних наука на време се гледало као и на простор – да је дељиво на делове међусобно различите по томе што је пре, а што после. Бергсон сматра да то није тако па се утиче непосредним датостима свести: време није нешто попут тачака већ континуирано и протежно, састављено од димензија: прошлост, садашњост и будућност.
Испитујући чињенице свести видимо да оне нису хомогене, већ да се свест састоји од хетерогених међусобно прожимајућих момената који конституишу једно трајање. Време је због тога суследност трајне свести па је у својој бити трајање, процес у непрестаном обогаћивању те је недељиво. Трајање осим датости свести карактерише читаву стварност – стварност нема као највиши принцип битак већ је последњи принцип свеколике стварности животни замах, ELAN VITAL. Заиста је стваралачка еволуција са битном карактеристиком трајања, а која је онда метода истраживања такве стварности?
Метода не може бити позитивистичка – она је погодна за стварност коју редукује на шеме, а није погодна за филозофију – ту је потребна метода која је у могућности приближити се стварности, а да је не искриви. Та метода не долази од ratia  – он је компетентан само за атомичну стварност. Зато је наша метода интуиција која повезује инстинкт и интелект.
Статичка религија темељи се на приповедању којим се човек брани од штетних утицаја, а мотивирана је обећањем вечне казне или награде. Динамичка религија темељи се на интуицији апсолутнога и на мистичном сједињењу са њим тако да је практични вид ове религије мистични живот. Ту Бергсон проучава грчки и источни мистицизам, јеврејске пророке и хришћанску мистику па закључује да је мистика хришћанства једина која је успела у посвемашњој мери – ту се мистика скроз искристализовала. Овде Бергсон стиже до Божје опстојности коју поставља на темељима скроз другачијим од логичких, за које држи да не доказују ништа: потребно је овде веровати мистицима – то су експерти који знају о чему говоре баш како верујемо доктору кад је у питању наше здравље. Почеком 20. века у Француској се формира бергсоновска школа на коју утиче англосаксонски прагматизам, а која иде даље од Бергсона. Он је пак на својој самрти зажелео да му се спале списи па нам од њега није ништа остало осим неких.

### Онлајн радови
- Henri Bergson на сајту Пројекат Гутенберг (језик: енглески)
- Анри Бергсон на сајту Internet Archive (језик: енглески)
- Анри Бергсон на сајту LibriVox (језик: енглески)
- Works by Анри Бергсон at Open Library
- - 1911 English translation на сајту  (архивирано 2006-04-23) of Creative Evolution (html)
- 1910 English translation of Time and Free Will на сајту  (архивирано 2006-04-24) (HTML)}-
- 1911 English translation of Matter and Memory на сајту  (архивирано 2006-04-24) (HTML)